# Arquet

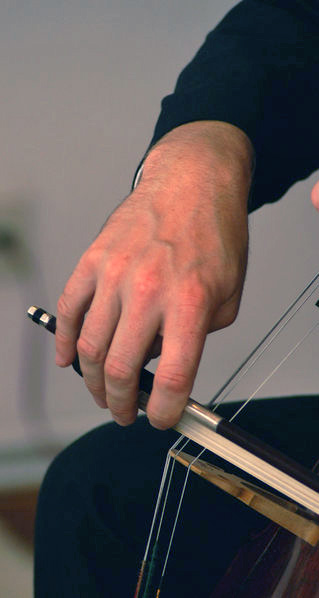
Detall de la mà d'un violoncel·lista passant l'arc

L'arquet o arc és una vara –normalment aproximadament cilíndrica– de fusta als extrems de la qual s'han subjectat unes cerres o algun altre material que tingui prou adherència per fer vibrar les cordes quan es freguen. La fricció de les cerres amb la corda de l'instrument és el que genera el so. Durant segles, en diferents cultures les cerres han estat de cua de cavall. És, per tant, un estri indispensable en tots els instruments de corda fregada.

## Característiques

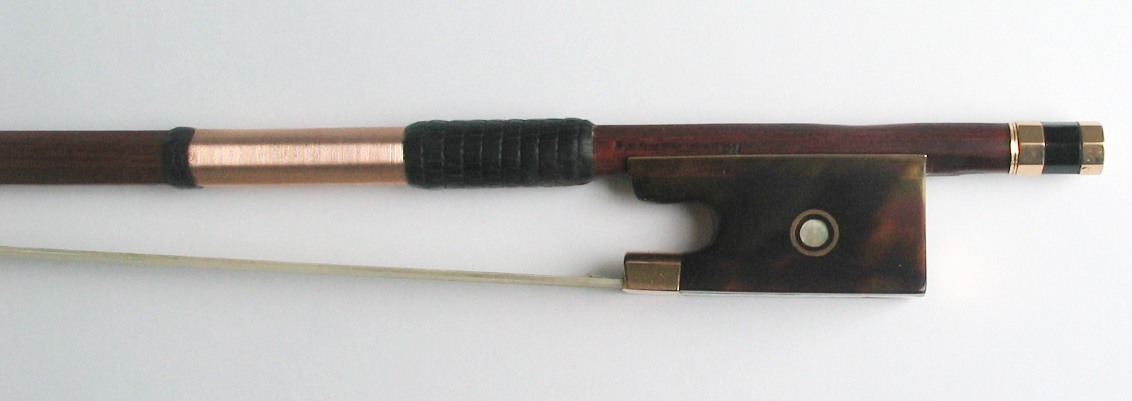
Detall del taló d'un arc de violí

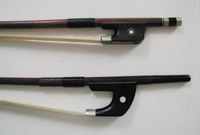
Detall del taló de dos arcs de contrabaix, el primer francès i el segon alemany

En l'arc hi podem distingir diversos elements i parts:
- La vara de fusta de pernambuc que subjecta les cerres, en la qual es troben els dos extrems, que tenen noms propis:
- El taló (de fusta de banús), lloc pel qual l'interpret l'agafa (part negra inferior).
- La punta, que es considera la part superior de l'arquet i que en els instruments occidentals actuals acaba sempre amb una punxa que permet equilibrar-ne el pes, atès que sovint el taló és pesant, tant pels materials de construcció com pel mecanisme de tensió de les cerres que conté.
- Les cerres són un gran nombre de pèls de cua de cavall que van de la punta al taló.

Segons les cultures i períodes, han existit i continuen existint tipus d'arcs. A Europa, i fins a l'època barroca, els arcs tenien una curvatura còncava. Posteriorment, i per permetre una major tensió de les cerres i una major intensitat de so, es van construir amb una curvatura convexa, fins avui. Per això, els intèrprets de música antiga toquen amb el tipus d'arc que correspongui a cada tipus de música interpretada.
Alguns elements constructius són: per donar-li la corba es talla un tros i, amb foc, s'escalfa i se li dona forma amb l'ajuda d'una tela;si el taló està mal posat, es pot fer malbé la resta (La corba també té a veure amb el centre de l'arc). L'anell dels arcs moderns, també fa que les cerres es reparteixin. El recobriment d'os que té la punta fa que la força que hi fan les cerres no desgasti la fusta de la punta.
Les característiques de so i expressives de cada instrument requereixen un tipus d'arc també diferent. Per això hi ha arcs més prims i llargs com per exemple el del violí, o més amples i curts com el del contrabaix. També amb la nou (peça que inclou el mecanisme de tensió de la cerres, al taló) més ampla o més estreta en el cas del contrabaix, segons que es toqui amb tècnica francesa o alemanya. Tradicionalment els arcs de contrabaix han tingut les cerres fosques perquè corresponen a unes cerres més dures i resistents.

## Principals contribucions a la millora de l'arc
- França va ser on es va desenvolupar més l'arc.
- Arcangelo Corelli (1651-1713) va fer pla el conjunt  de les cerres i va aplanar-lo.
- Giuseppe Tartini (1692-1770) va allargar la vara. Autor de L'arte dell'arco, un conjunt de composcions musicals (no pas un tractat sobre l'arc).[1]
- Cramer (1770...) va fer el cap més quadrat (abans era més fi). No estava gaire equilibrat, ja que tenia el taló molt lleuger i la punta era molt pesant.
- Francesco Lupot (1774-1838) va dissenyar el taló actual.
- François Tourte (1740...) va millorar el taló de Lupot. Va fer també la punta més lleugera.
- François Tourte (1747-1837) fou "l'Stradivarius de l'arc".[2][3][4][5] Durant 8 anys va treballar-hi perfeccionant-lo. Va millorar la punta i va donar-li la corba actual. Va descobrir la fusta de pernambuco que és la fusta amb què estan fets els arcs actuals. Anteriorment es feien amb altres fustes (actualment la tala d'aquesta fusta està molt controlada). Va buscar-ne l'equilibri, un aspecte que fins llavors era poc rellevant. També va idear el mecanisme de rosca dins de la nou per regular la tensió de les cerres.[6]